# ال‌تی‌وی ای-۷پی کروزر ۲
ال‌تی‌وی ای-۷پی کروزر ۲ (به انگلیسی: LTV A-7P Corsair II) یک هواگرد ساختِ کارخانهٔ لینگ-تمکو-ووت در کشور ایالات متحده آمریکا است.